# 185579 Jorgejuan
185579 Jorgejuan este o planetă minoră (asteroid) din centura de asteroizi. A fost descoperită pe 29 ianuarie 2008 la Observatorio Astronómico de La Sagra⁠(d) de Observatorul Astronomic din Mallorca⁠(d) și a fost numită după Jorge Juan⁠(d). 
Obiectul prezintă o orbită caracterizată de o semiaxă mare de 2,3460942443189 UAi, o excentricitate de 0,048792440870268, o înclinație de 6,5881787372876 ° în raport cu ecliptica.